# Cantabria
La Cantabria è una comunità autonoma della Spagna, coincidente con l'omonima provincia.
Confina a est con i Paesi Baschi (provincia di Biscaglia), a sud con la Castiglia e León (province di León, Palencia, e Burgos), a ovest con le Asturie, e a nord con il mar Cantabrico. Il suo capoluogo è Santander.

## Geografia
La Cantabria appartiene geograficamente alla cornice Cantabrica, il nome dato alla frangia di terra situata tra il mar Cantabrico e la Cordigliera Cantabrica nel nord della penisola iberica.
Possiede un clima oceanico umido e con temperature moderate, fortemente influenzato dai venti dell'oceano Atlantico che si scontrano contro le montagne della cordigliera cantabrica. Le precipitazioni medie si aggirano sui 1200 mm l'anno. La vegetazione è per questo florida e la regione si presenta al visitatore con un colore verde acceso per molti mesi all'anno.
La Cantabria è la regione più ricca del mondo di siti archeologici del Paleolitico Superiore. I primi segni di presenza umana risalgono al Paleolitico Inferiore, sebbene di questo periodo non resti molto nella regione. Spiccano in questo contesto le pitture preistoriche della grotta di Altamira, datati tra il 16000 e il 9000 a.C. e dichiarati Patrimonio dell'umanità dall'UNESCO. La Cantabria condivide inoltre il Parco nazionale dei Picos de Europa con le Asturie e la Provincia di León.

## Denominazione
Diversi autori hanno studiato l'etimologia del nome della Cantabria. Pur non essendo sicura la sua provenienza, l'opinione più condivisa dagli esperti è che deriva dalla radice cant-, di origine celtica o ligure e che significa “roccia” o “pietra”, e il suffisso -abr, usato frequentemente nelle regioni celtiche. Di tutto questo si pensa che càntabro significa “paese che abita nelle montagne”. È una delle regioni spagnole con la toponimia più antica: il termine “càntabro” appare per prima volta nelle fonti romane del secolo II a.C. di Catone il Vecchio.

## Amministrazione

Mappa delle divisioni municipali della Cantabria

La moderna provincia della Cantabria si costituì il 28 luglio 1778. La Ley Orgánica del Estatuto de Autonomía de Cantabria venne approvata il 30 dicembre 1981, dotando così la comunità autonoma di organismi e istituzioni di autogoverno.
Il governo, o Giunta, è l'organo esecutivo della Comunità autonoma (diretto da un Presidente), mentre un parlamento autonomo legifera nelle materie trasferite dal governo centrale a quello regionale.

## Comuni
| Comune                      | Abitanti (2006) |
| Alfoz de Lloredo            | 2 560           |
| Ampuero                     | 3 837           |
| Anievas                     | 376             |
| Arenas de Iguña             | 1 882           |
| Argoños                     | 1 444           |
| Arnuero                     | 2 026           |
| Arredondo                   | 547             |
| El Astillero                | 16 032          |
| Bárcena de Cicero           | 3 139           |
| Bárcena de Pie de Concha    | 800             |
| Bareyo                      | 1 895           |
| Cabezón de la Sal           | 8 032           |
| Cabezón de Liébana          | 686             |
| Cabuérniga                  | 1 096           |
| Camaleño                    | 1 088           |
| Camargo                     | 30 024          |
| Campoo de Enmedio           | 3 932           |
| Campoo de Yuso              | 715             |
| Cartes                      | 4 268           |
| Castañeda                   | 1 744           |
| Castro-Urdiales             | 28 542          |
| Cieza                       | 660             |
| Cillorigo de Liébana        | 1 215           |
| Colindres                   | 7 368           |
| Comillas                    | 2 468           |
| Los Corrales de Buelna      | 11 091          |
| Corvera de Toranzo          | 2 199           |
| Entrambasaguas              | 2 901           |
| Escalante                   | 800             |
| Guriezo                     | 2 101           |
| Hazas de Cesto              | 1 254           |
| Hermandad de Campoo de Suso | 1 946           |
| Herrerías                   | 700             |
| Lamasón                     | 326             |
| Laredo                      | 13 090          |
| Liendo                      | 1 099           |
| Liérganes                   | 2 403           |
| Limpias                     | 1 479           |
| Luena                       | 820             |
| Marina de Cudeyo            | 5 065           |
| Mazcuerras                  | 2 018           |
| Medio Cudeyo                | 7 201           |
| Meruelo                     | 1 416           |
| Miengo                      | 3 986           |
| Miera                       | 468             |
| Molledo                     | 1 770           |
| Noja                        | 2 292           |
| Penagos                     | 1 679           |
| Peñarrubia                  | 324             |
| Pesaguero                   | 380             |
| Pesquera                    | 79              |
| Piélagos                    | 16 578          |
| Polaciones                  | 251             |
| Polanco                     | 3 993           |
| Potes                       | 1 499           |
| Puente Viesgo               | 2 522           |
| Ramales de la Victoria      | 2 333           |
| Rasines                     | 999             |
| Reinosa                     | 10 370          |
| Reocín                      | 7 702           |
| Ribamontán al Mar           | 4 115           |
| Ribamontán al Monte         | 2 046           |
| Rionansa                    | 1 215           |
| Riotuerto                   | 1 536           |
| Las Rozas de Valdearroyo    | 292             |
| Ruente                      | 1 001           |
| Ruesga                      | 1 109           |
| Ruiloba                     | 762             |
| San Felices de Buelna       | 2 239           |
| San Miguel de Aguayo        | 142             |
| San Pedro del Romeral       | 561             |
| San Roque de Riomiera       | 461             |
| San Vicente de la Barquera  | 4 491           |
| Santa Cruz de Bezana        | 10 414          |
| Santa María de Cayón        | 7 377           |
| Santander                   | 182 926         |
| Santillana del Mar          | 3 983           |
| Santiurde de Reinosa        | 325             |
| Santiurde de Toranzo        | 1 359           |
| Santoña                     | 11 534          |
| Saro                        | 510             |
| Selaya                      | 1 981           |
| Soba                        | 1 462           |
| Solórzano                   | 1 052           |
| Suances                     | 7 393           |
| Los Tojos                   | 412             |
| Torrelavega                 | 56 143          |
| Tresviso                    | 76              |
| Tudanca                     | 201             |
| Udías                       | 843             |
| Val de San Vicente          | 2 670           |
| Valdáliga                   | 2 414           |
| Valdeolea                   | 1 301           |
| Valdeprado del Río          | 291             |
| Valderredible               | 1 127           |
| Valle de Villaverde         | 373             |
| Vega de Liébana             | 909             |
| Vega de Pas                 | 1 003           |
| Villacarriedo               | 1 736           |
| Villaescusa                 | 3 481           |
| Villafufre                  | 1 078           |
| Voto                        | 2 367           |

## Parchi naturali
- Parco nazionale dei Picos de Europa
- Parco nazionale delle dune di Liencres
- Parco naturale della Valle dell'Asón
- Parco Naturale delle maree di Santoña
- Parco naturale di Oyambre
- Parco naturale di Saja-Besaya
- Parco naturale delle Sequoie del Monte Cabezón

## Bellezze naturali e monumenti
Grotte (Cuevas)
Grotta di Altamira, Grotta di El Soplao, Grotta del Valle, Grotta di El Pendo, Grotta di La Pasiega, Grotta di Las Monedas, Grotta di El Castillo, Grotta Morín.
Architetture civili
Palazzo della Magdalena, Il Capriccio di Gaudí, Università Pontificia Comillas, Palazzo di Sobrellano, Palazzo della Bárcena, Castello di Argüeso, Castello di Agüero, Palazzo di Soñanes, Palazzo de los Hornillos, Palazzo di Elsedo, Palazzo di Rugama.
Architetture religiose
Collegiata di Santillana del Mar, Collegiata di Santa Cruz de Castañeda, Monastero di San Toribio de Liébana, Chiesa di San Cristóbal de Comillas, Chiesa di Santa Maria de Lebeña, Chiesa di Santa María di Piasca, Chiesa di Santa María del Puerto, la Cattedrale dell'Assunta di Santander, Collegiata di San Martín de Elines, CHIESA rupestre dI Cadalso.
Musei
Museo Marittimo del Cantábrico, Museo etnografico di Cantabria, Museo di Belle Arti di Santander, Centro Botín, Museo regionale di Preistoria e Archeologia di Cantabria, Museo della Natura di Cantabria, Museo Nazionale e Centro d'Investigazione di Altamira, Museo di Artiglieria della Cavada, Museo Torre di Pero Niño

## Galleria d'immagini

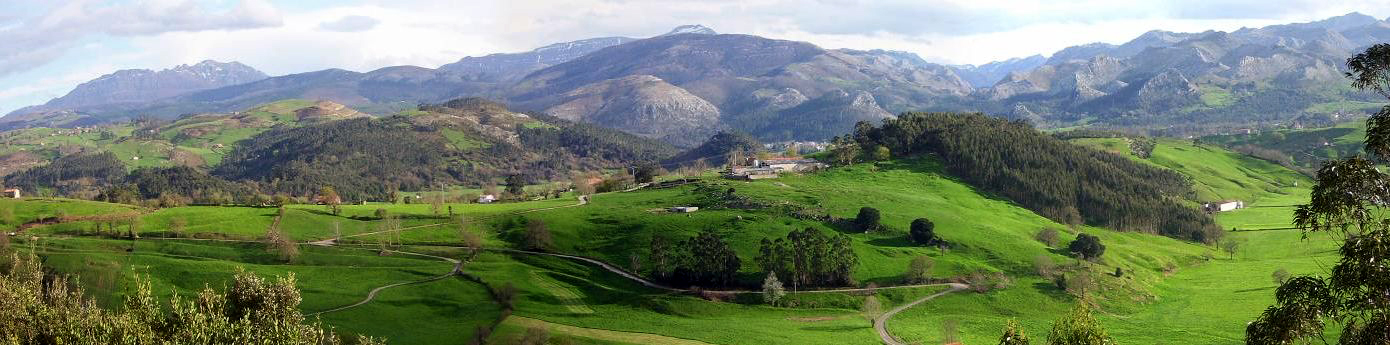
Panoramica Santa Marina
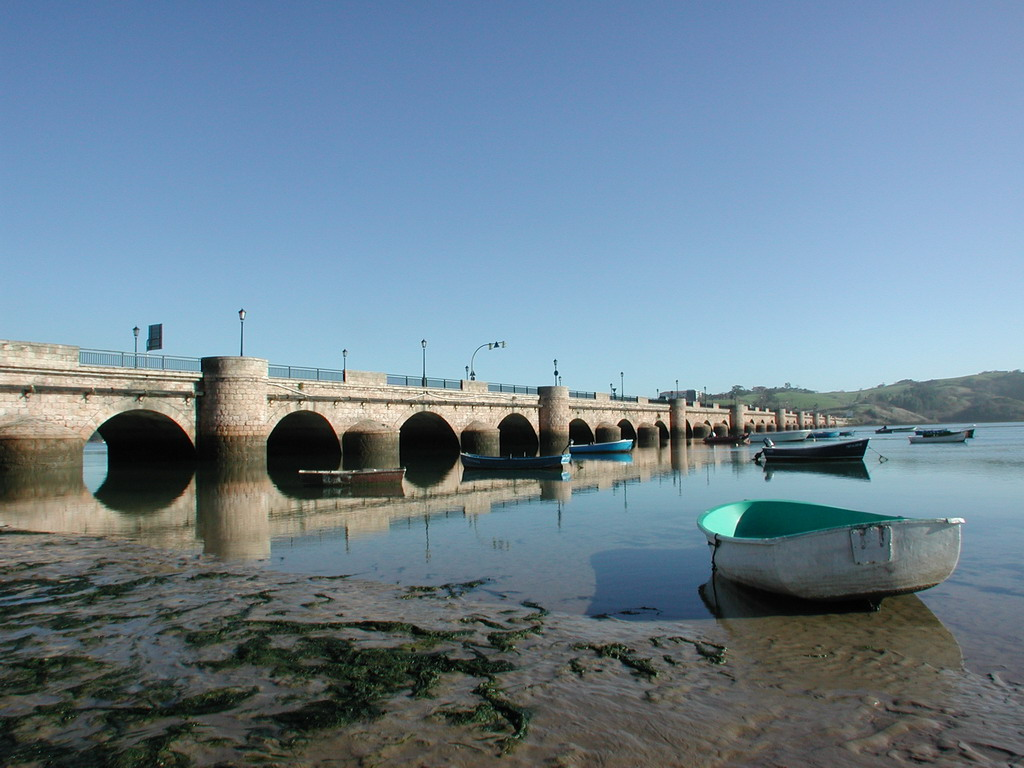
Il ponte di Maza, a San Vicente de la Barquera
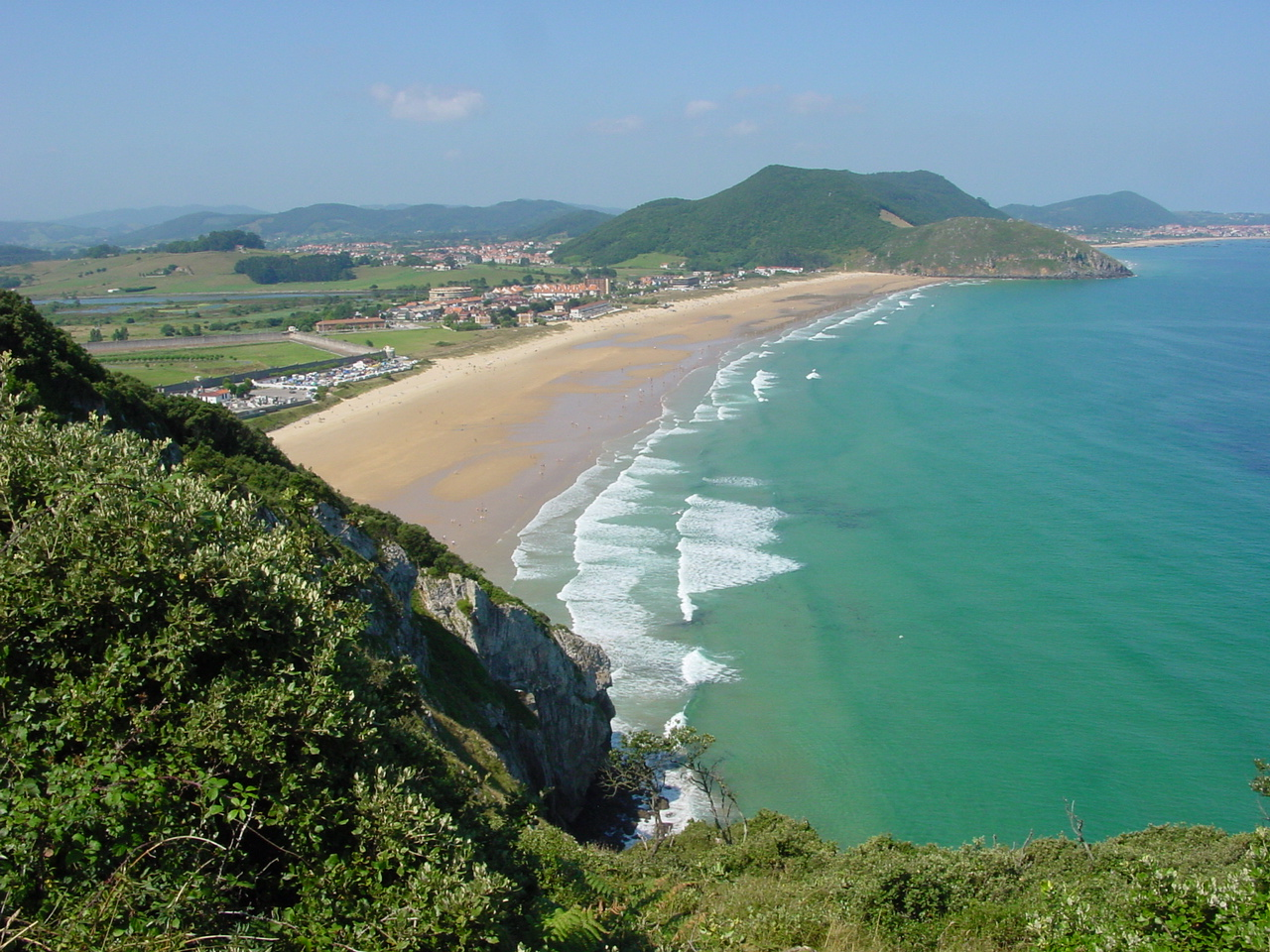
Spiaggia di Berria in Santoña
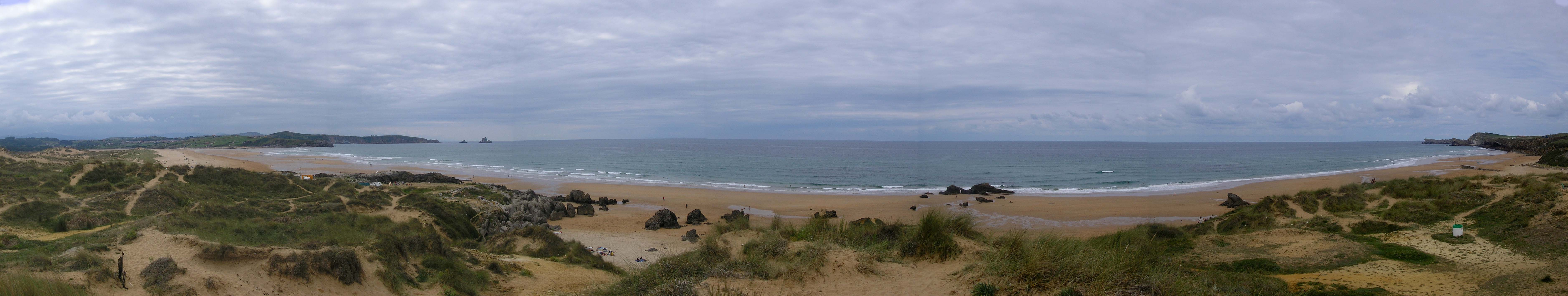
Spiaggia di Valdearenas